# Chasse au loup
Pour les articles homonymes, voir Louvier.

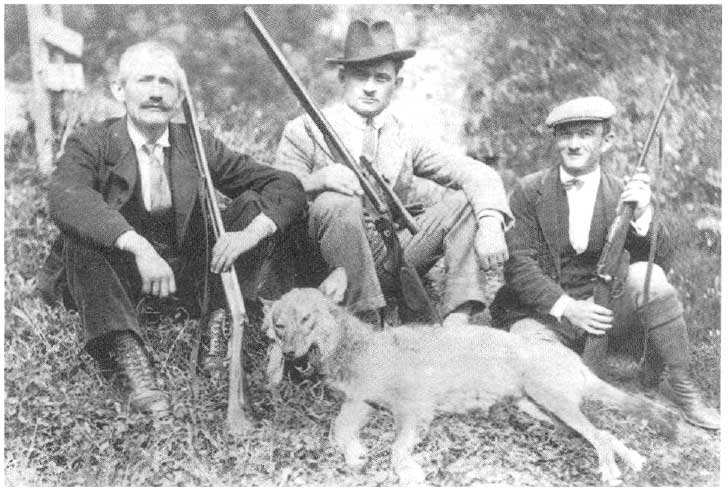
Chasse au loup en Italie en 1929.

La chasse au loup est un type de chasse destiné à effrayer, attraper ou tuer des loups et notamment de l'espèce Canis lupus. 
Le loup étant un superprédateur (prédateur, qui une fois à l'âge adulte se trouve au sommet de la chaîne alimentaire et n'est alors la proie d'aucune autre espèce animale), sa chasse n'est réalisée que par l'Homme.
On appelle un louvier soit une personne qui s'emploie à chasser les loups, soit une race de chiens sélectionnés pour cette fonction. 

## Objectifs de la chasse
- Prévention des attaques de loup sur l'homme
- réduction de la concurrence sur le gibier
- réduction de la prédation sur les troupeaux d'animaux domestiques
- lutte contre la rage
- vente de fourrure
- consommation de viande (inhabituelle)
- effarouchement d'un loup

## Types de chasse

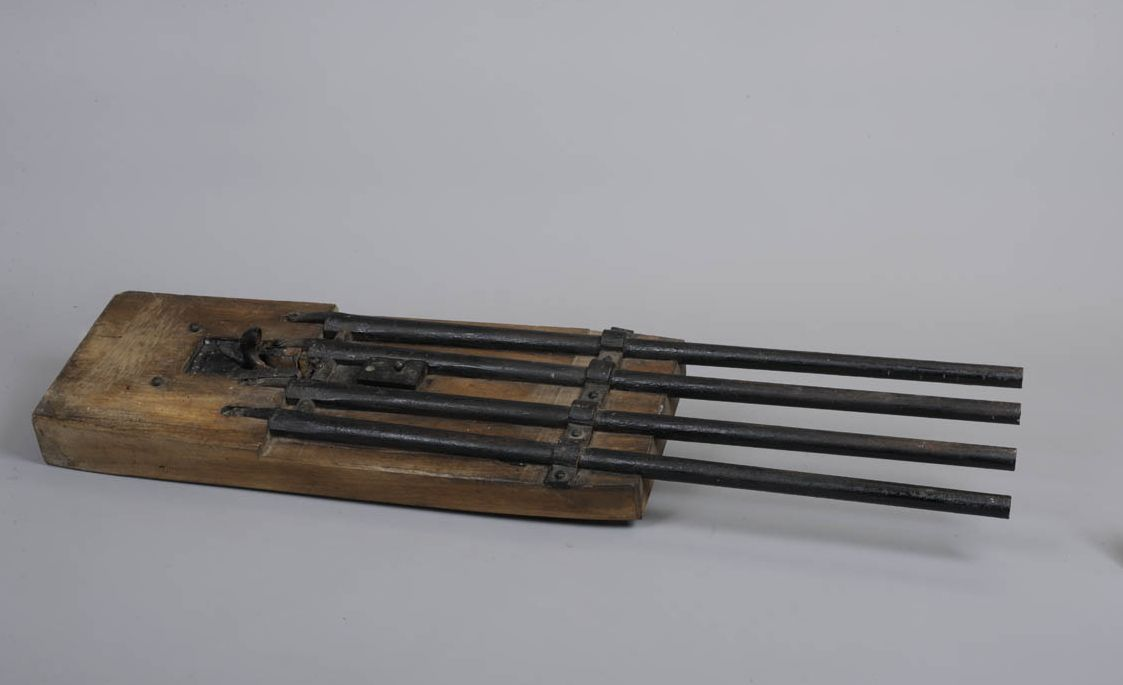
Piège fusil à déclenchement automatique, pour la chasse au loup (collection des Musées départementaux de la Haute-Saône).

- utilisation de pièges (pièges à loup)
- Chasse à courre aux loups
- Chasse au loup avec des chiens
- Chasse au fusil

## Races de chiens adaptées à la chasse au loup
L'Irish wolfhound, ou lévrier irlandais, est le plus rustique et le plus grand des lévriers qui était historiquement utilisé pour chasser le loup et les cervidés jusqu'au XVIIe siècle, avant de devenir principalement un chien d'agrément.
Le chien de recherche au sang de la montagne bavaroise est un chien de chasse utilisé pour la recherche au sang sur le grand gibier blessé. Il a également été utilisé pour la chasse au loup et à l'ours.
Le poitevin est un chien de chasse pour la chasse à courre. Initialement sélectionné pour la chasse au loup, il compose à présent les équipages pour le cerf ou le chevreuil.
Le grand griffon vendéen était utilisé en meute pour la chasse au loup.

## Chasse au loup dans la culture

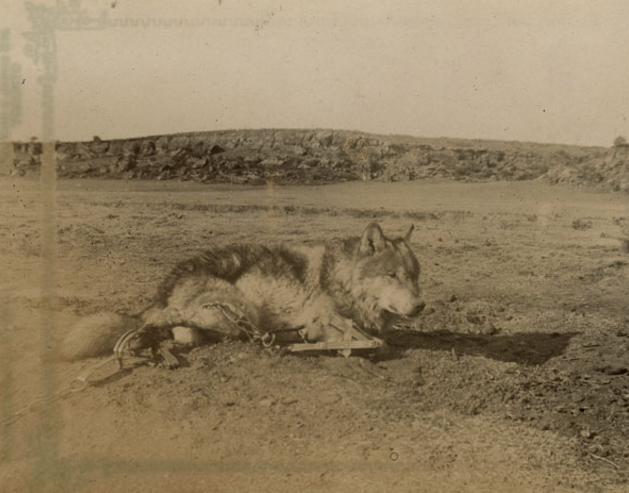
Lobo, après sa capture. Photographie de 1894 par Ernest Thompson Seton.

La Légende de Lobo est un film produit par Disney en 1962 et adapté de Lobo the King of Currumpaw, la première histoire du livre Wild Animals I Have Known publié en 1898 par Ernest Thompson Seton. Cette œuvre prend le point de vue de l'animal qui se voit chassé tout au long de sa vie.
Une chasse au loup tient une place importante dans le roman de 1947 de Jean Giono Un roi sans divertissement.

### Bête du Gévaudan

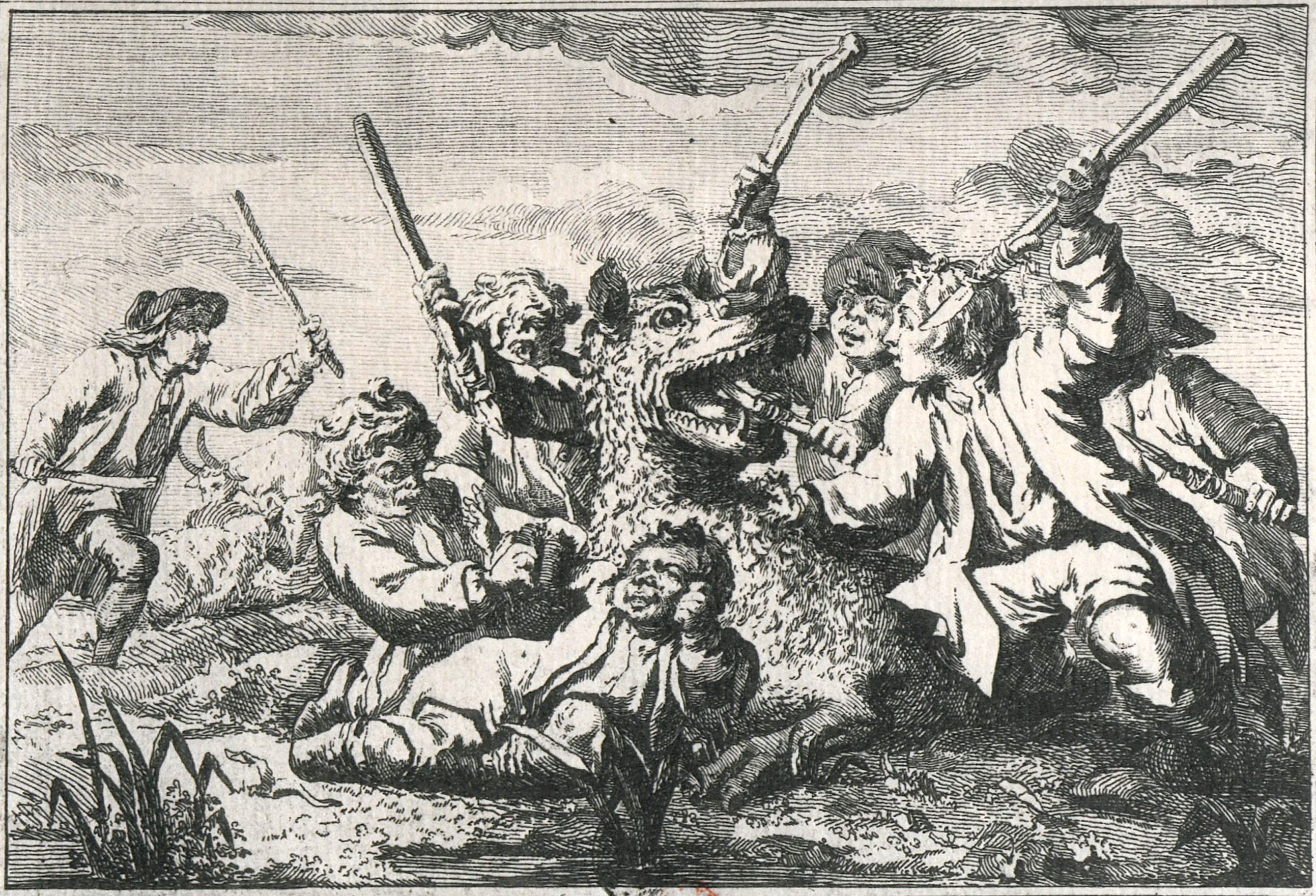
Illustration du combat de Jacques André Portefaix et de ses compagnons contre la Bête du Gévaudan.

### Chasse au loup dans l'art

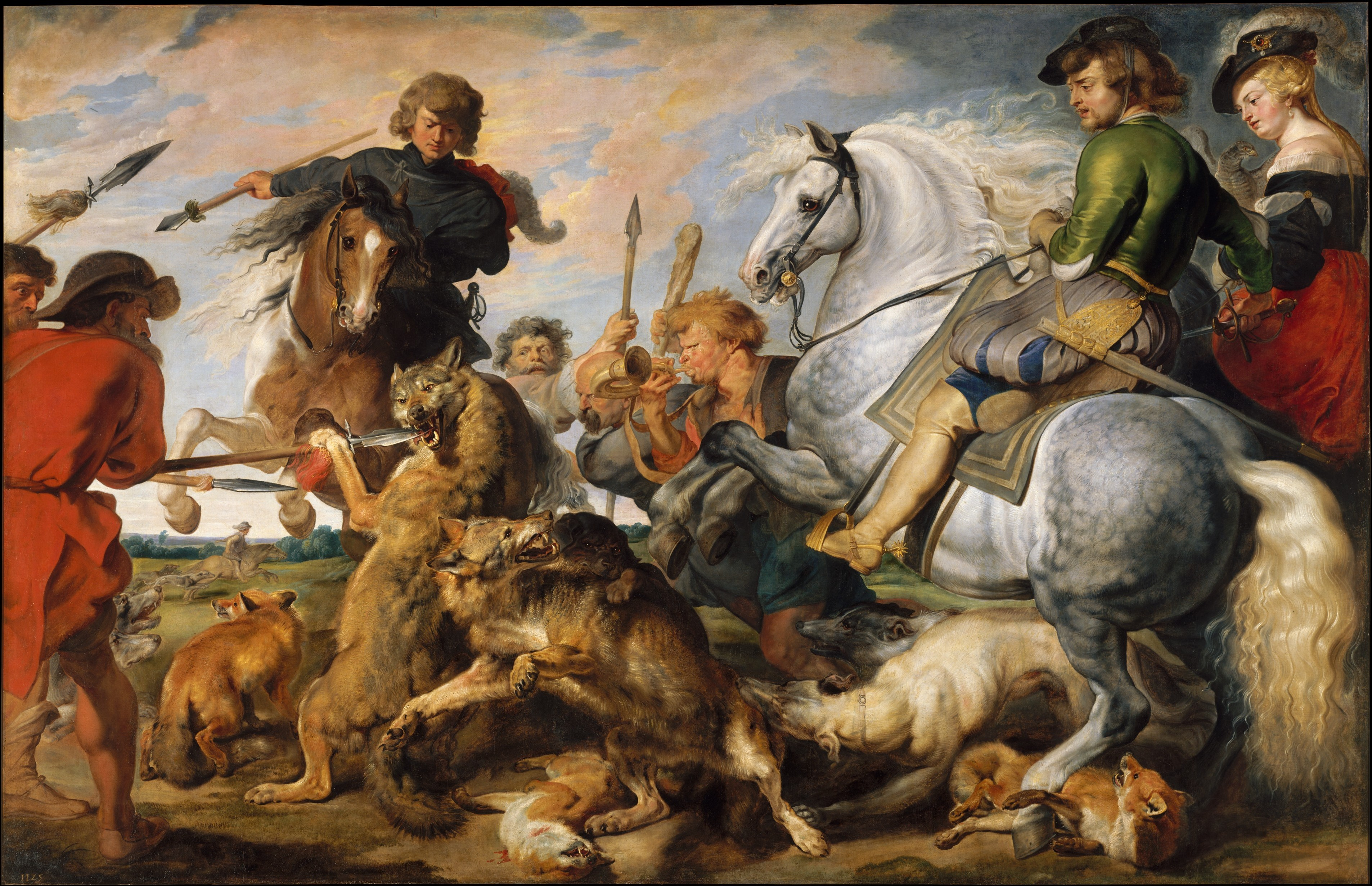
La Chasse au loup et au renard, tableau de Pierre Paul Rubens, vers 1616, Metropolitan Museum of Art, à New York.
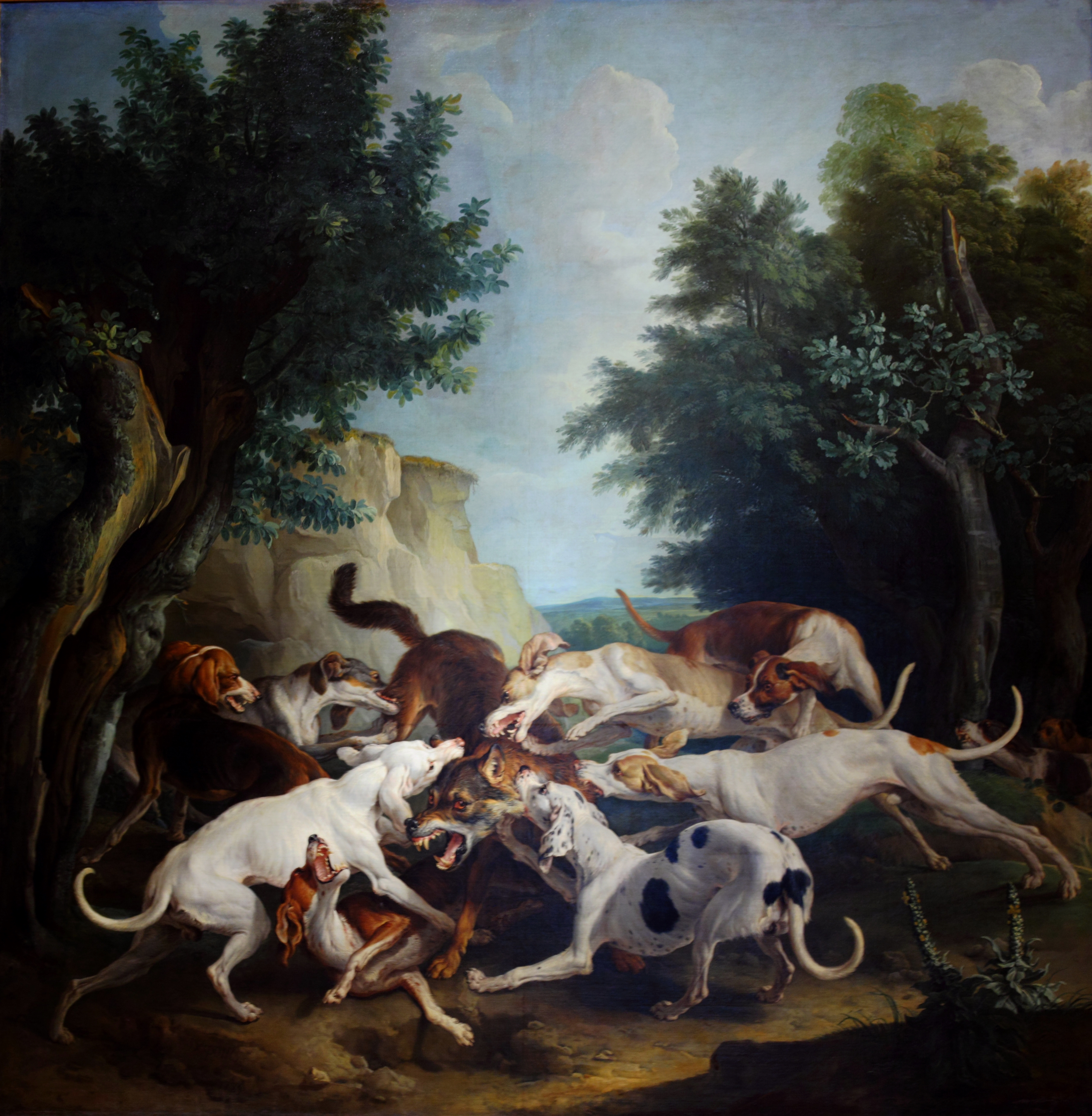
La chasse au loup, toile d'Alexandre-François Desportes, 1725.
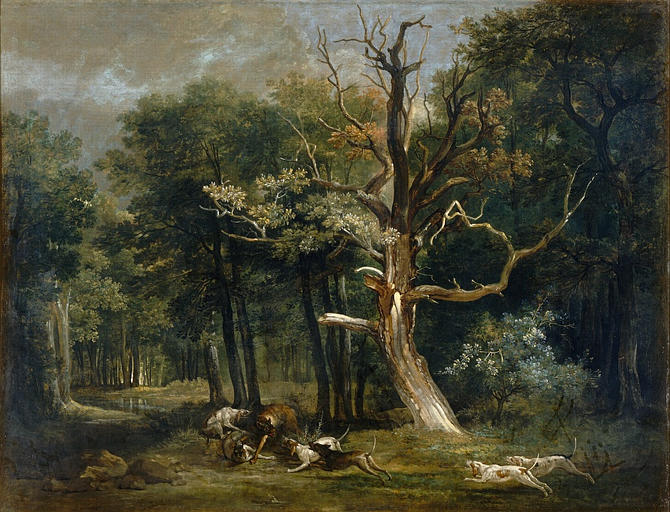
Chasse au loup en forêt par Jean-Baptiste Oudry, 1748.
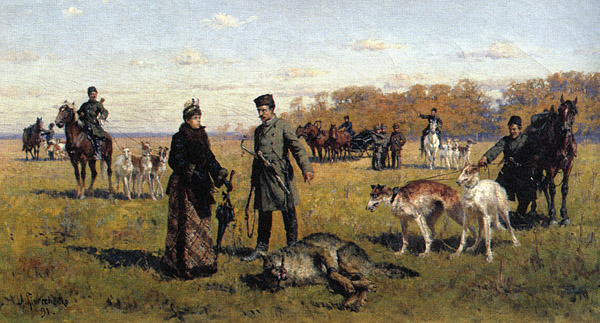
Chasse russe avec barzoïs : Le Loup capturé, tableau d'Alexeï Kivchenko, 1891.
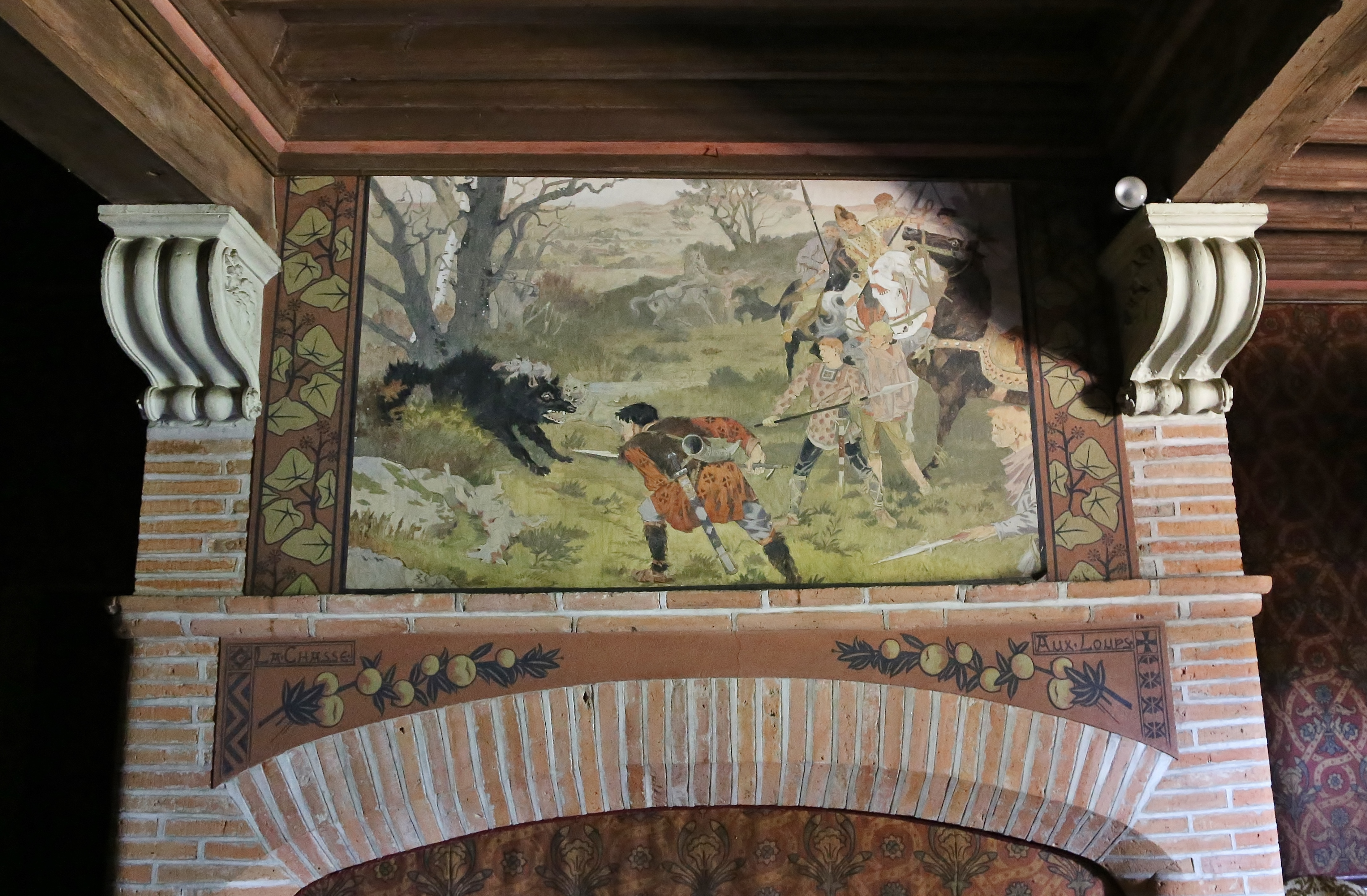
Décor de cheminée au château de Pibrac.

## Chasse au loup en Amérique du Nord
On appelle Wolfers les chasseurs de loups amateurs et professionnels en Amérique du Nord au XIXe siècle et début du XXe siècle.
Les différentes tribus d'indiens d'Amérique, incluant les Inuits, ne consomm(ai)ent habituellement pas de viande de loup, sauf en cas de pénurie alimentaire. Cette viande pouvait néanmoins servir d'aliment pour les chiens,.
Aux États-Unis, le loup gris était protégé par l'Endangered Species Act de 1973. Cependant, il a été retiré de la liste des espèces protégées depuis le 4 janvier 2021.

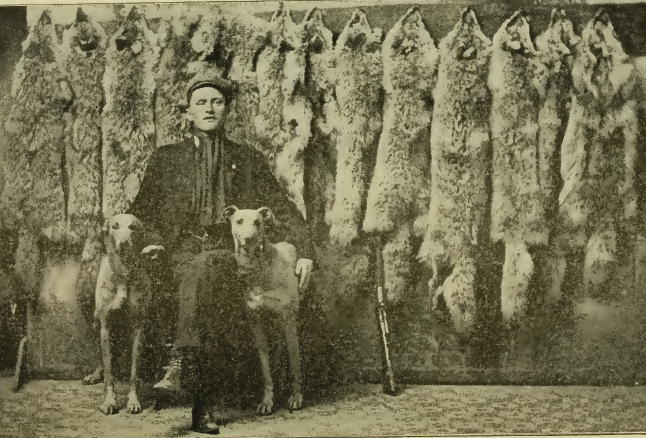
Wolfer canadien posant devant des fourrures de loups en 1909.
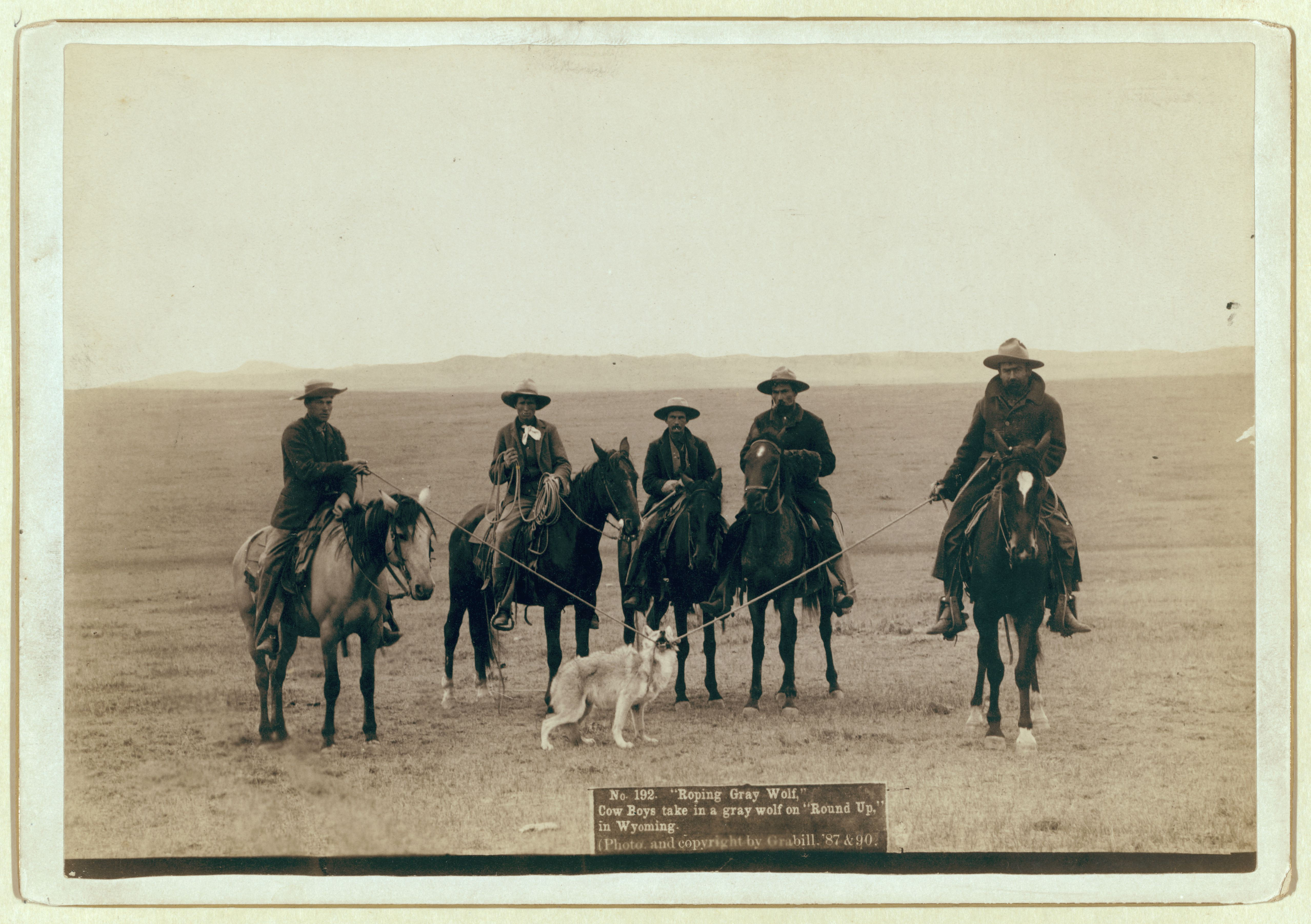
Capture au lasso d'un Loup des plaines, dans le Wyoming en 1887. Photographie prise par l'Américain John C. H. Grabill.
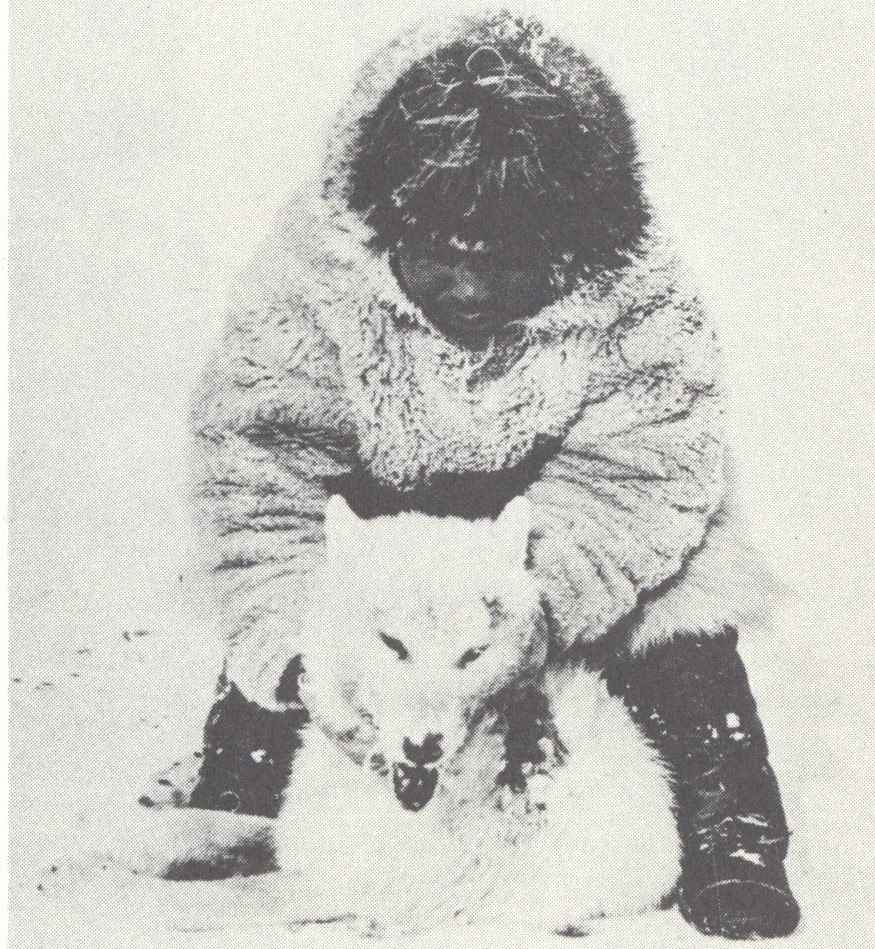
Chasseur Inuit ayant tué un loup en 1914 au Groenland. Image tirée du livre The Wolves of North America, Vol. I. d'Edward Alphonso Goldman, paru en 1944.

## Chasse au loup en Europe
Le loup a été déclaré espèce protégée en Europe par la convention de Berne en 1979.

### Situation en France

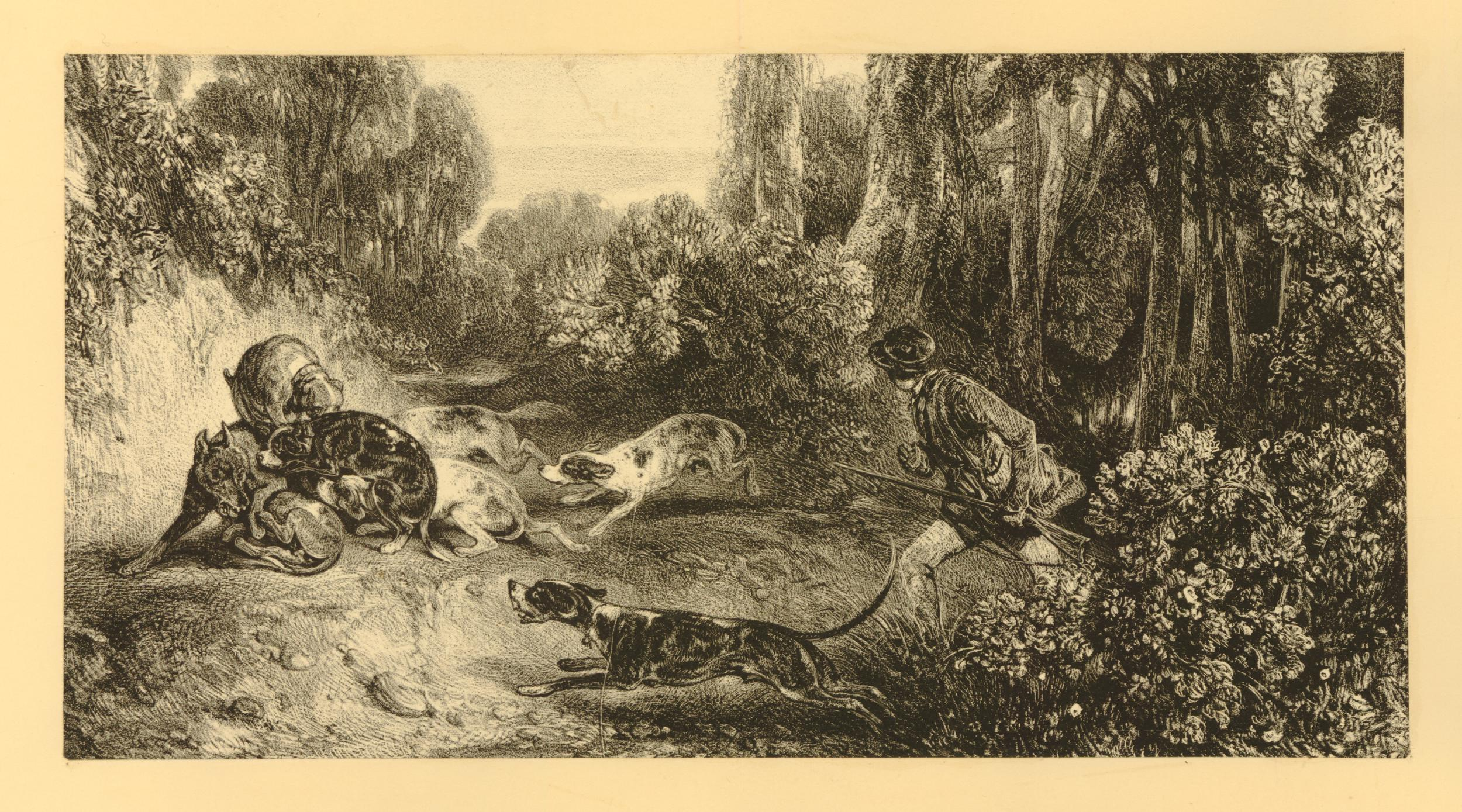
Chasse au loup - l'animal blessé est assailli par les chiens. impression par Alexandre-Gabriel Decamps, 1829.

Historiquement, la chasse au loup a été pratiquée en France. La Louveterie est une institution créée par Charlemagne dans le but de détruire les loups.
Au début du XXe siècle, le loup est considéré comme exterminé en France. En 1937, un loup est abattu dans le Limousin, connu comme la région des derniers loups de souche française.
Depuis les années 1990, le loup est réapparu en France.
Au XXIe siècle, des quotas d'abattage ont été mis en place pour réguler localement les populations.

## Chasse au loup en Asie
Yewei (chinois : 野味 Yěwèi) est le nom en chinois de la « viande de gibier ». La viande de loup en fait partie.

## Impact écologique

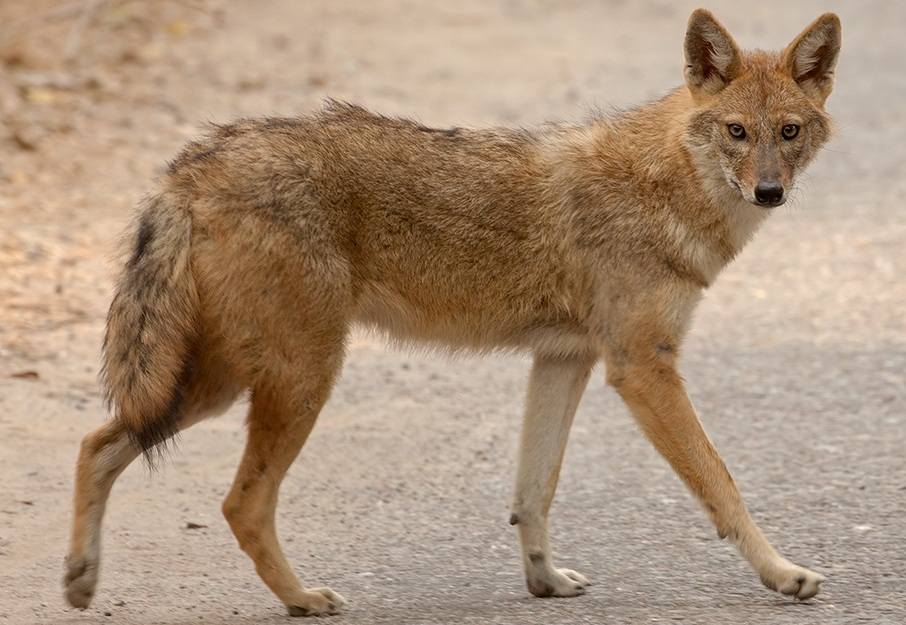
Le Chacal doré (Canis aureus), colonisant spontanément les territoires où le Loup gris (C. lupus) a été éradiqué.

La chasse du loup peut conduire à la colonisation des espaces par d'autres espèces.

## Galerie

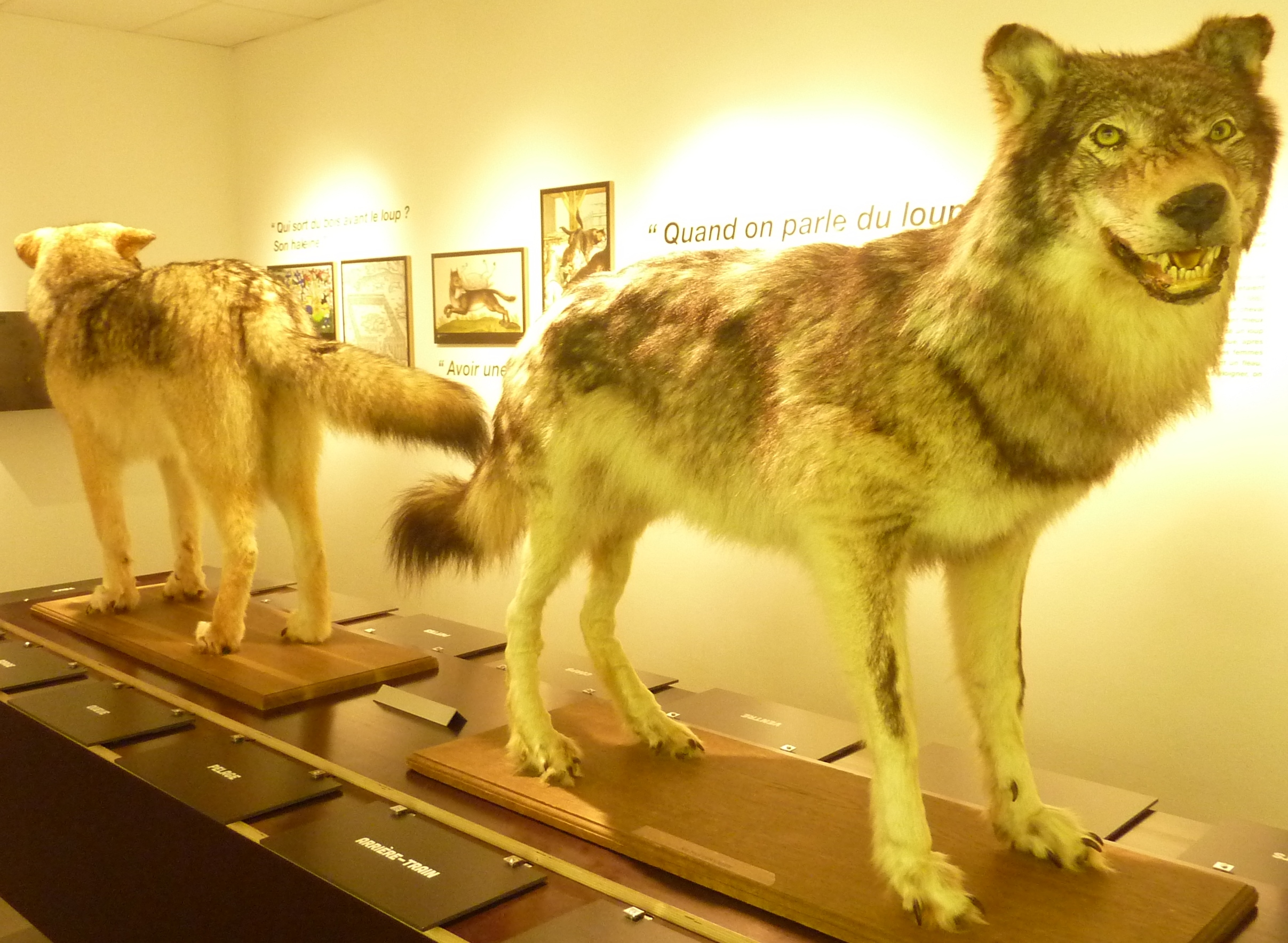
Loups naturalisés (collections du Musée du loup au Cloître-Saint-Thégonnec, dans le Finistère).
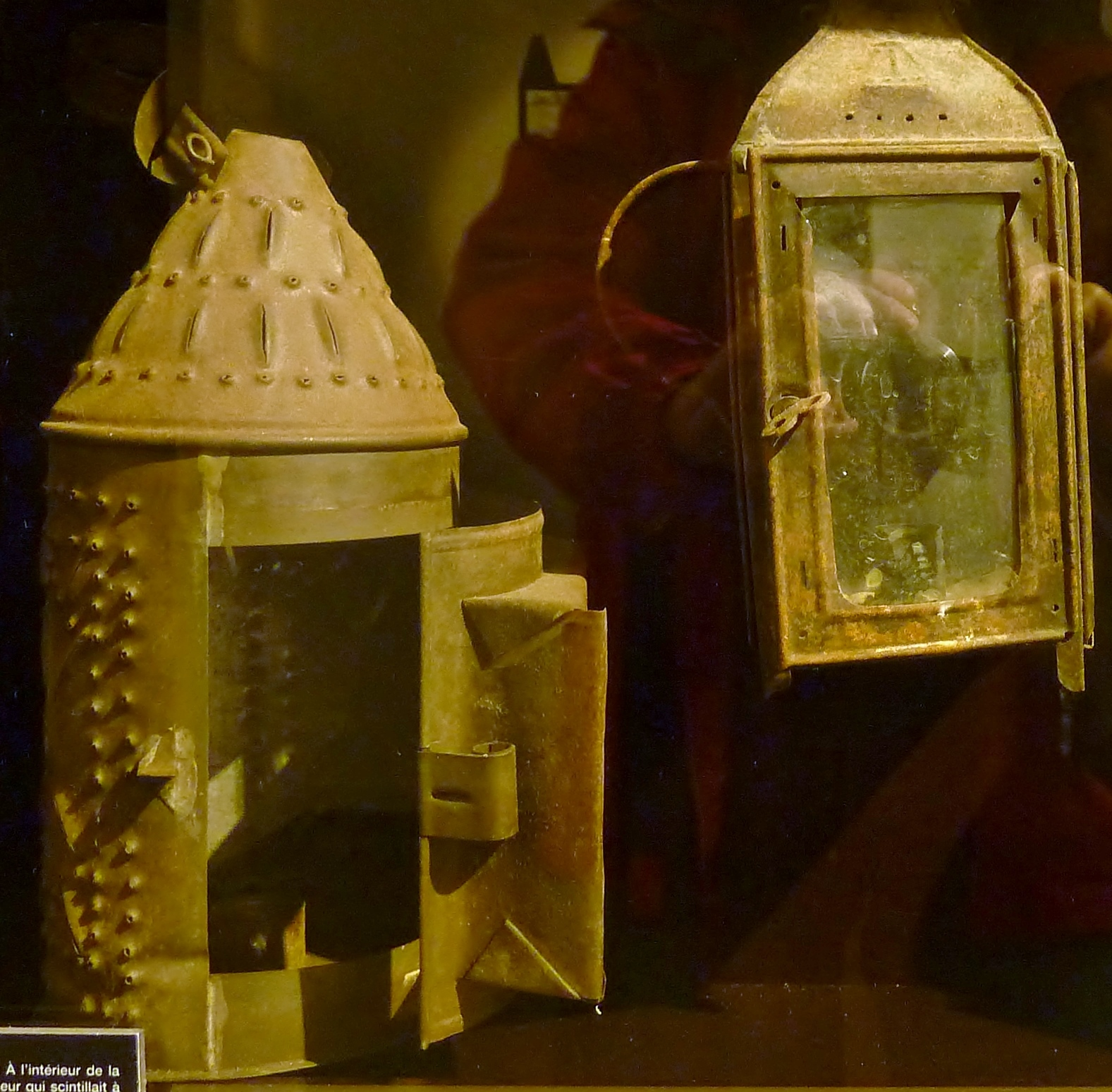
Lanternes à loup en métal, datant du XIXème siècle (collections du Musée du loup au Cloître-Saint-Thégonnec, dans le Finistère).
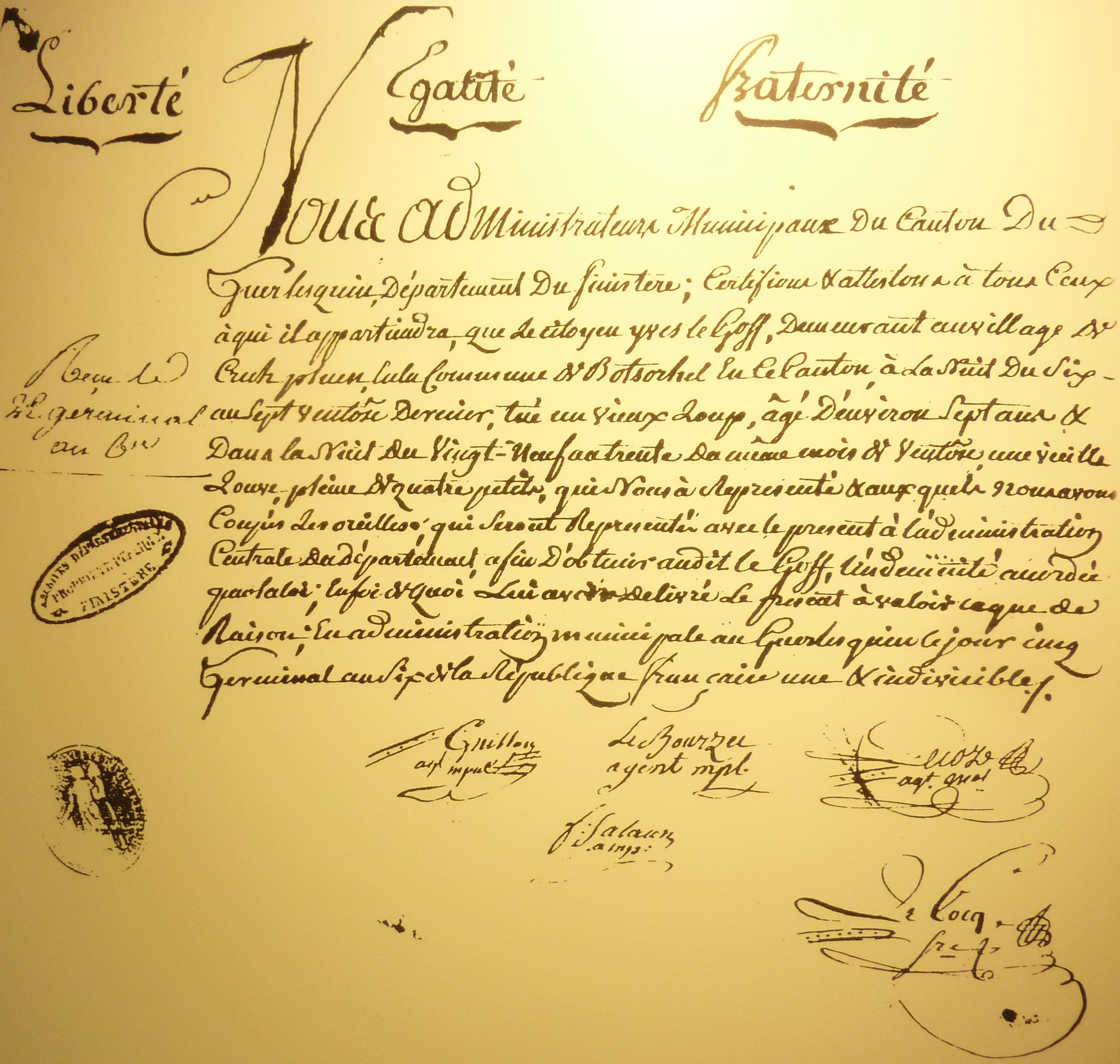
Certificat délivré à Yves Le Goff, de Botsorhel, en 1797 (collections du Musée du loup au Cloître-Saint-Thégonnec, dans le Finistère).
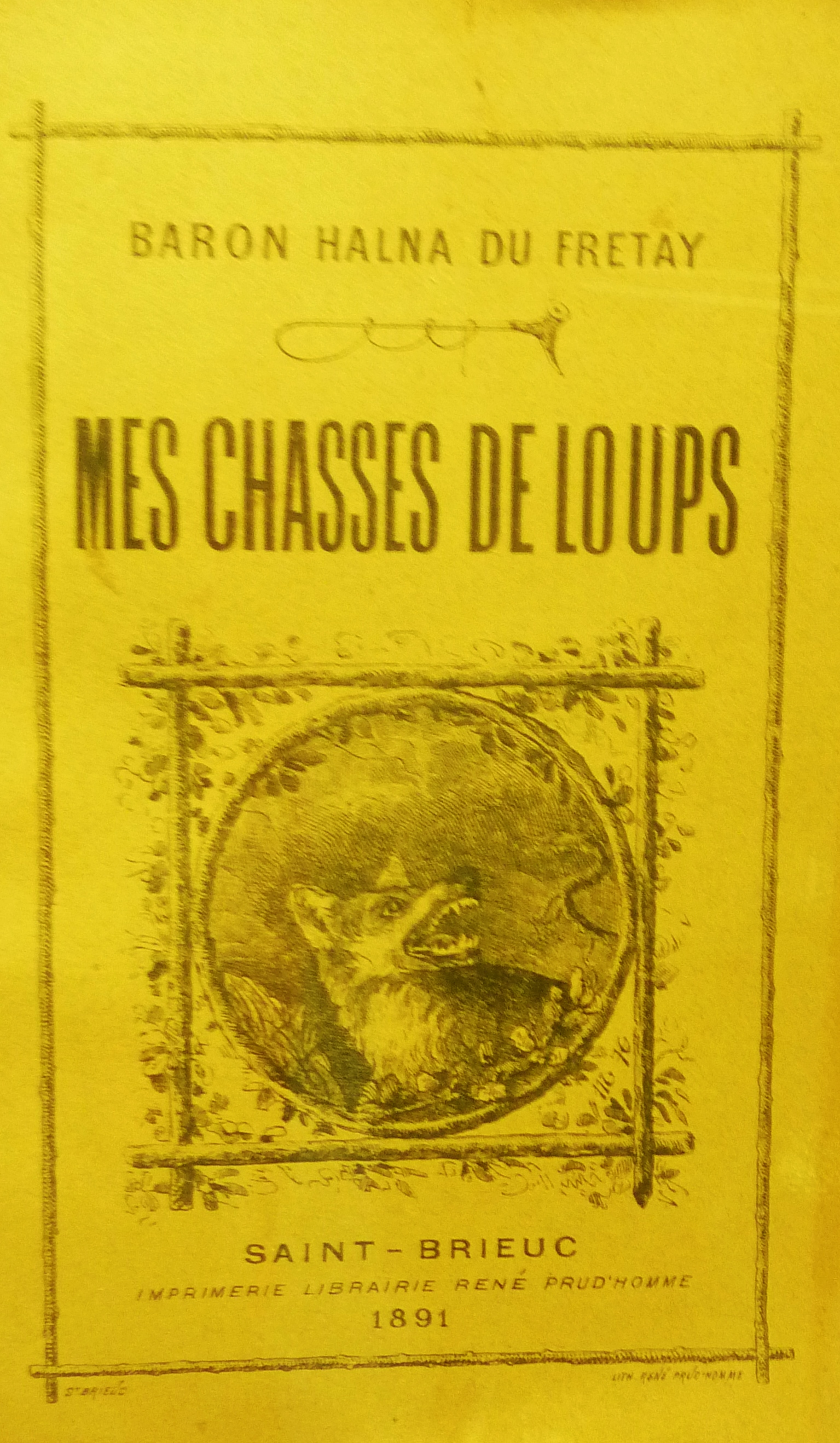
Baron Fortuné Halna du Fretay : Mes chasses de loups, livre publié en 1891 (collections du Musée du loup au Cloître-Saint-Thégonnec, dans le Finistère).